# Lonchaea gorodkovi
Lonchaea gorodkovi is een vliegensoort uit de familie van de Lonchaeidae. De wetenschappelijke naam van de soort is voor het eerst geldig gepubliceerd in 1974 door Kovalev.